# Cantó de Zicavo
El cantó de Zicavo és una antiga divisió administrativa francesa situada al departament de la Còrsega del Sud, a la regió de Còrsega. Va desaparèixer el 2015.

## Demografia
| 1962  | 1968  | 1975  | 1982  | 1990  | 1999  |
| ----- | ----- | ----- | ----- | ----- | ----- |
| 1.937 | 2.088 | 1.732 | 1.412 | 1.106 | 1.142 |

## Administració
| Període | Identitat        | Partit | Qualitat |
| ------- | ---------------- | ------ | -------- |
| 2006    | Marcel Francisci | UMP    |          |

## Composició
| Nom               | Població | Codi Postal | Codi Insee |
| ----------------- | -------- | ----------- | ---------- |
| Ciamannacce       | 134      | 20134       | 2A089      |
| Corrano           | 71       | 20168       | 2A094      |
| Cozzano           | 242      | 20148       | 2A099      |
| Guitera-les-Bains | 97       | 20153       | 2A133      |
| Palneca           | 156      | 20134       | 2A200      |
| Sampolo           | 52       | 20134       | 2A268      |
| Tasso             | 97       | 20134       | 2A322      |
| Zévaco            | 56       | 20173       | 2A358      |
| Zicavo            | 237      | 20132       | 2A359      |